# Aba II.
Aba II. (auch Mar Aba II.; * 641 in Kaschkar; † 751 in Seleukia-Ktesiphon) war Katholikos der „Kirche des Ostens“ von 741–751.
Über Abas Wirken liefert u. a. Gregorius Bar-Hebraeus einen kurzen Bericht in seiner Kirchengeschichte. Ehe Aba II., angeblich im Alter von 100 Jahren, Katholikos wurde, hatte er als Bischof von Kaschkar amtiert. Viele seiner Werke blieben nicht erhalten, so ein Buch der Strategen, eine Erläuterung der Reden des im 4. Jahrhundert lebenden Kirchenvaters Gregor von Nazianz, verschiedene Homilien und ein Kommentar zu einer Sammlung logischer Schriften (Organon) des griechischen Philosophen Aristoteles. Überliefert ist hingegen ein Brief, den Aba II. an Angehörige der Schule von Seleukia richtete. Ferner finden sich Auszüge aus seinen Kommentaren in dem aus dem 10. Jahrhundert stammenden Sammelwerk Gannat Bussame, das Material älterer Evangelienexegese enthält.